# Джеймс Робъртсън
Джеймс Робъртсън (на английски: James Robertson) е американски кинодеец и психоаналитик.

## Биография
Роден е през 1911 година в Рутерглен, Шотландия, в семейство от работническата класа. Учи до 14 години, когато напуска училище, за да работи. Между 1931 и 1939 посещава различни курсове по литература, история, икономика и философия. В периода 1941 – 1945 г. изучава социални науки в Лондонския университет, за да получи външна диплома. През 1952 г. става асоцииран член на Британското психоаналитично общество, а пълноправен член едва през 1970 г.
По време на Втората световна война заедно с жена си Джойс Робъртсън започва да работи в клиниката на Ана Фройд – Хампстед (днес център Ана Фройд), като е единствения мъж социален работник там. По предложение на Фройд започва да учи психоанализа и става анализант на Барбара Лантош.
Започва да работи в Тавистоукската клиника през 1948 г. с Джон Боулби. Там работи върху влиянието на депривацията от майката у децата.
Умира през 1988 година в Лондон на 77-годишна възраст.